# TV Angermund
Der TV Angermund ist ein Sportverein aus dem Düsseldorfer Stadtteil Angermund. Der Verein wurde 1909 gegründet und hat laut eigenen Angaben über 1500 Mitglieder. Er bietet die Sportarten Boule, Fußball, Handball, Judo, Leichtathletik, Tischtennis, Turnen & Fitness und Volleyball an.

## Handball
Überregional bekannt ist der TV Angermund durch seine Handballabteilung, die insgesamt sechs Spielzeiten in der Feldhandball-Bundesliga auflief. Zudem spielte der TV mehrere Jahre in der Hallenhandball-Regionalliga und stieg zur Saison 1997/98 in die 2. Handball-Bundesliga auf, aus der er am Saisonende als Tabellenletzter wieder abstieg.